# Середівська сільська рада (Ємільчинський район)
Середівська сільська рада — колишня адміністративно-територіальна одиниця та орган місцевого самоврядування у Ємільчинському (Емільчинському) районі Коростенської і Волинської округ, Київської й Житомирської областей Української РСР та України з адміністративним центром у с. Середи.

## Населені пункти
Сільській раді були підпорядковані населені пункти:
- с. Середи
- с. Покощеве
- с. Садки

## Населення
Кількість населення ради станом на 1923 рік становила 2 267 осіб, кількість дворів — 436.
Відповідно до результатів перепису населення СРСР, кількість населення ради станом на 12 січня 1989 року становила 1 825 осіб.
Станом на 5 грудня 2001 року, відповідно до перепису населення України, кількість мешканців сільської ради становила 1 459 осіб.

## Склад ради
Рада складалась з 16 депутатів та голови.

### Керівний склад сільської ради
| ПІБ                            | Основні відомості                                                                       | Дата обрання | Дата звільнення |
| ------------------------------ | --------------------------------------------------------------------------------------- | ------------ | --------------- |
| Примак Олександр Олександрович | Сільський голова, 1973 року народження, освіта                                          | 26.03.2006   | 31.10.2010      |
| Примак Олександр Олександрович | Сільський голова, 1973 року народження, освіта середня спеціальна, член народної партії | 31.10.2010   |                 |

Примітка: таблиця складена за даними джерела

## Історія
Створена 1923 року в складі с. Середи та хутора Дубрівка Емільчинської волості Новоград-Волинського повіту Волинської губернії. 7 березня 1923 року включена до складу новоутвореного Емільчинського району Коростенської округи. 10 березня 1926 року, відповідно до наказу Коростенського ОВК № 40 «Про внесення декотрих змін в низове районування», х. Дубрівка передано до складу Нитинської російської національної сільради Емільчинського (згодом — Ємільчинський) району.
Станом на 1 вересня 1946 року сільська рада входила до складу Ємільчинського району Житомирської області, на обліку в раді перебувало с. Середи.
11 серпня 1954 року, відповідно до указу Президії Верховної ради Української РСР «Про укрупнення сільських рад по Житомирській області», підпорядковано с. Покощеве ліквідованої Покощівської сільської ради Ємільчинського району. 29 червня 1960 року, відповідно до рішення Житомирського облвиконкому № 672 «Про зміни в адміністративно-територіальному поділі Ємільчинського р-н.», до складу ради включено села Заровенка та Медведеве ліквідованої Медведівської сільської ради Ємільчинського району. 16 вересня 1960 року, відповідно до рішення Житомирського облвиконкому № 960 «Про уточнення обліку населених пунктів області», взято на облік с. Садки.
На 1 січня 1972 року сільська рада входила до складу Ємільчинського району Житомирської області, на обліку в раді перебували села Заровенка, Медведеве, Покощеве, Садки та Середи.
14 квітня 1986 року, відповідно до рішення Житомирського облвиконкому № 144 «Про деякі питання адміністративно-територіального устрою», села Заровенка та Медведеве передані до складу відновленої Медведівської сільської ради Ємільчинського району.
Ліквідована 14 листопада 2017 року через об'єднання до складу Ємільчинської селищної територіальної громади Ємільчинського району Житомирської області.